# Wanzleben-Börde
Wanzleben-Börde é um município da Alemanha, situado no distrito de Börde, no estado de Saxônia-Anhalt. Tem 188,07 km² de área, e sua população em 2019 foi estimada em 13.860 habitantes.